# Bellevue, Karlstad
Bellevue är ett bostadsområde i sydvästra Karlstad.
Bellevue är ett gammalt bostadsområde till Zakrisdalsverken som låg i Zakrisdal, där det bland annat tillverkades minor, granater och annan ammunition. Efter att tillverkningen lades ner har Zakrisdals-området förvandlats till ett stort företagshotell där många oftast industri-orienterade företag nu hyrt in sig.
Trots den franska stavningen uttalas namnet enligt svenska/värmländska regler (Bällevi').